# فاینال فانتزی ۸
فاینال فانتزی VIII (به انگلیسی: Final Fantasy VIII) (به ژاپنی: ファイナルファンタジーVIII، تلفظ:Fainaru Fantajī Eito) یک بازی ویدئویی در سبک نقش‌آفرینی از مجموعه بازی‌های فاینال فانتزی بود که توسط شرکت اسکوئر (بعداً اسکوئر انیکس) ساخته شده و در سال ۱۹۹۹ برای کنسول پلی‌استیشن و سال ۲۰۰۰ برای مایکروسافت ویندوز منتشر شد.

## بازتاب
| گردآورنده  | امتیاز |
| ---------- | ------ |
| گیم‌رنکینگز | ۸۹.۴۲٪ |
| متاکریتیک  | ۹۰/۱۰۰ |

| ناشر         | امتیاز |
| ------------ | ------ |
| اج           | ۹/۱۰   |
| فامیتسو      | ۳۷/۴۰  |
| گیم اینفورمر | ۹.۵/۱۰ |
| گیم‌اسپات     | ۹.۵/۱۰ |
| آی‌جی‌ان       | ۹/۱۰   |